# Лиса Лесли
Лиса Лесли (рођена 7. јула 1972. године у Гардену, Калифорнија) је некадашња америчка кошаркашица. Позната по наступима у женској НБА лиги и била међу најбољим играчима. Играла је на позицији центра и била је члан Женске кошаркашке репрезентације САД-а, са којом је освојила прегршт златних медаља. Прва је кошаркашица која је закуцала у току игре. Многи су је окарактерисали као најбољу кошаркашицу на Свету.

## Биографија
Леслие је кћерка Кристине Лорен Лесли и Валтера Лесли, који је био полупрофесионални кошаркаш. Кристина је започела сопствени бизнис са камионима како би омогућила одрастање троје деце. Валтер је напустио породицу када јој је мајка била у четвртом месецу трудноће са њом. Лесли има две сестре: Дијон која је пет година старија и Тифани, осам година млађа, као и брата Елгина, који је кошаркашки тренер у средњој школи. 

## Каријера
Лиса је заиграла кошарку у основној школи, где је забележила рекорда од 33 победе и 1 пораз. Иако је нагло порасла највећа жеља јој је била да буде ТВ репортер. С обзиром на висину молили су је да помогне кошаркашком тиму. Првог дана им је речено да се поделе у две групе, једну где су левакиње и на другу - дешњакиње. Она је била једина у групи девојчица које користе леву руку. Тог дана одлучила је да користи десну руку у буде најбоља, и од тада креће њена амбиција у погледу кошарке.

### Млађе категорије
Лиса је наставила своје образовање 1986. године уписивши се у средњу школу Морнингсајд. Имала је огроман утицај на кошаркашки програм. Такође је налазила времена да се прикључи одбојкашком тиму. Била је и квалификант државе трци на 400 метара са препонама. Била је водећи стрелац тима и водила их на државну првенство у Калифорнији 1989. године. Лиса је била толико талентована да је била позвана да учествује у америчком тиму за јуниорско светско првенство. Водила је свој тим на државно првенство са просеком од 27 поена и 15 скокова по утакмици.
Лесли је одлучила да остане близу куће и похађала Универзитет у Јужној Калифорнији од 1990. до 1994. Дипломирала је из области комуникација, а касније је магистрирала пословну администрацију на Универзитету у Финиксу. Одиграла је укупно 120 утакмица на колеџима и просечно постизала 20,1 поена. Поставила је конференцијске рекорде за поене, скокове и блокаде са 2.414 поена, 1.214 скокова и 321 блокада.

### ВНБА
ВНБА је формирана 1996. године и почела се играти 1997. године. Леслие је 22. јануара изабрала Лос Ангелес Спаркс и била прва велика звезда ове лиге. Помагала је Спарксима да дођу до плеј-офе пет пута узастопно, али тим није освојио титулу све до 2001. Те године, Лиса је проглашена за спортисту године од стране Фондације за женске спортове. 
Дана 30. јула 2002. године, Лесли је постала прва жена која је закуцала лопту у ВНБА. То се десило на утакмици са Мајамијем. Играо се 15 минут, када је одигран контра напад у којем је Лиса успела да закуца. настао је општи делиријум свих присутних и ТВ коментатора. Исте године постала је прва ВНБА кошаркашица који је постигла више од 3000 поена и успела да освоји други ВНБА шампионат. Две сезоне касније, постала је прва кошаркашица која је прешшла границу од 4.000 поена. У истој истој сезони постала је и трећи играч у историји ВНБА-а која је забележила трипл-дабл, када је имала 29 поена, 15 скокова и 10 блокова. На ол-стар утакмици 2005. године, Лиса је такође први пут закуцала на утакмици овог типа. 11. августа 2009. постаје прва играчица који је у каријери постигла 6.000 поена. 
Лиса Лесли је објавила да завршава играчку каријеру крају сезоне 2009., 4. фебруара 2009. Спаркси су одржали церемонију опроштаја током финала у септембру. Каријеру је завршила са рекордима за поене (6.263), скокове (3.307) и индекс корисности (10.444). 2011. године, навијачи су гласали за њу као једну од 15 најбољих у петнаестогодишњој историји ВНБА.

### Репрезенатција
Лиса је дебитовала за репрезентацију САД-а још у млађим категоријама и са 17 година била је најмлађи играч јуниорске репрезентације на првенству у Билбау 1989. године. Америчка екипа је изгубила прву утакмицу са Јужном Корејом у продужетку, а потом изгубила и утакмицу против Аустралије. после победе против Бугарске опет губе овога пута од Чекословачке. Лесли је и поред пласмана на седмом месту предводила екипу са просеком 13,3 поена и 7,0 скокова по утакмици и укупно 21 блокова. Лесли је била члан америчког тима који се такмичио на универзитетским играма 1991. године у Енглеској. Била је други водећи стрелац у саставу САД-а, са просеком од 13,0 поена по утакмици, и помогао тиму да дође до златне медаље.
Са сениорском репрезентацијом била је учесник четири узастопних Олимпијада и освојила четири златне медаље. Била је друга жена која је икада освојила толико златних медаља. Сваки пут када се такмичила на великом међународном такмичењу, она је постизала двоцифрен број поена. Лесли је имала жестоко ривалство са Лорен Џексон још од Олимпијаде 2000. године, када је аустралијска звезда повукла Лису за косу током утакмице.

### Статистика
| † | Сезоне у којима је освојила лигу |
|   | рекорди ВНБА                     |

#### ВНБА

##### Регуларна сезона
| Сезона   | Екипа            | ОУ  | СУ  | МПУ  | ПШ%  | 3П%  | СБ%  | СПУ  | АПУ | УПУ | БПУ | ППУ  |
| -------- | ---------------- | --- | --- | ---- | ---- | ---- | ---- | ---- | --- | --- | --- | ---- |
| 1997     | Лос Анђелес      | 28  | 28  | 32,2 | 43,1 | 26,1 | 59,8 | 9,5  | 2,6 | 1,4 | 2,1 | 15,9 |
| 1998     | Лос Анђелес      | 28  | 28  | 32,1 | 47,8 | 39,1 | 76,8 | 10,2 | 2,5 | 1,5 | 2,1 | 19,6 |
| 1999     | Лос Анђелес      | 32  | 32  | 29,1 | 46,8 | 42,3 | 73,1 | 7,8  | 1,8 | 1,1 | 1,5 | 15,6 |
| 2000     | Лос Анђелес      | 32  | 32  | 32,1 | 45,8 | 21,9 | 24   | 9,6  | 1,9 | 1,0 | 2,3 | 17,8 |
| 2001†    | Лос Анђелес      | 31  | 31  | 33,3 | 47,3 | 36,7 | 73,6 | 9,6  | 2,4 | 1,1 | 2,3 | 19,5 |
| 2002†    | Лос Анђелес      | 31  | 31  | 34,2 | 46,6 | 32,4 | 72,7 | 10,4 | 2,7 | 1,5 | 2,9 | 16,9 |
| 2003     | Лос Анђелес      | 23  | 23  | 34,4 | 44,2 | 32,4 | 61,7 | 10,0 | 2,0 | 1,3 | 2,7 | 18,4 |
| 2004     | Лос Анђелес      | 34  | 34  | 33,8 | 49,4 | 27,3 | 71,2 | 9,9  | 2,6 | 1,5 | 2,9 | 17,6 |
| 2005     | Лос Анђелес      | 34  | 34  | 32,2 | 44,0 | 20,6 | 58,6 | 7,3  | 2,6 | 2,0 | 2,1 | 15,2 |
| 2006     | Лос Анђелес      | 34  | 34  | 30,7 | 51,1 | 40,0 | 65,0 | 9.5  | 3.2 | 1.5 | 1.7 | 20,0 |
| 2008     | Лос Анђелес      | 33  | 33  | 32,1 | 46,3 | 23,5 | 66,1 | 8.9  | 2.4 | 1.5 | 2.9 | 15,1 |
| 2009     | Лос Анђелес      | 23  | 21  | 27,7 | 51,8 | 16,7 | 72,2 | 6.6  | 2.1 | 0.7 | 1,4 | 15,4 |
| Каријера | 12 година, 1 тим | 363 | 361 | 32,0 | 47,0 | 31,6 | 69,5 | 9,1  | 2,4 | 1,4 | 2,3 | 17,3 |

##### Плеј-оф
| Сезона   | Екипа            | ОУ | СУ | МПУ  | ПШ%  | 3П%  | СБ%  | СПУ  | АПУ | УПУ | БПУ | ППУ  |
| -------- | ---------------- | -- | -- | ---- | ---- | ---- | ---- | ---- | --- | --- | --- | ---- |
| 1999     | Лос Анђелес      | 4  | 4  | 36.3 | 483  | 308  | 778  | 8.5  | 2.8 | 1.0 | 1.5 | 19.0 |
| 2000     | Лос Анђелес      | 4  | 4  | 34.8 | 491  | 000  | 826  | 10.3 | 2.0 | 0.2 | 1.2 | 18.8 |
| 2001†    | Лос Анђелес      | 7  | 7  | 37.1 | 492  | 429  | 740  | 12.3 | 3.0 | 1.7 | 4.4 | 22.3 |
| 2002†    | Лос Анђелес      | 6  | 6  | 38.7 | 535  | 625  | 731  | 7.8  | 1.8 | 1.8 | 2.8 | 19.3 |
| 2003     | Лос Анђелес      | 9  | 9  | 36,3 | 54,0 | 33,3 | 70,4 | 8,9  | 2,6 | 1,3 | 3,1 | 20,8 |
| 2004     | Лос Анђелес      | 3  | 3  | 36,7 | 45,2 | 00,0 | 75,0 | 8,7  | 0,7 | 0,3 | 2,7 | 11,3 |
| 2005     | Лос Анђелес      | 2  | 2  | 33,5 | 35,7 | 00,0 | 61,5 | 6,5  | 3,5 | 2,5 | 1,5 | 9,0  |
| 2006     | Лос Анђелес      | 5  | 5  | 32,6 | 30,8 | 33,3 | 75,9 | 7,2  | 1,8 | 0,8 | 1,6 | 12,6 |
| 2008     | Лос Анђелес      | 6  | 6  | 32,0 | 51,6 | 50,0 | 62,5 | 8,8  | 2,2 | 1,2 | 2,8 | 13,8 |
| 2009     | Лос Анђелес      | 6  | 6  | 34,6 | 45,2 | 00,0 | 61,5 | 9,2  | 2,0 | 1,3 | 1,5 | 16,7 |
| Каријера | 10 година, 1 тим | 52 | 52 | 35,4 | 48,0 | 39,0 | 71,1 | 9,1  | 2,3 | 1,3 | 2,5 | 17,5 |

## Остало
5. новембра 2005. се удала за Мајкла Локвуда, инвеститор некретнина и пилота. Имају ћерку Лорен, рођену 15. јуна 2007. и сина, Мајкла рођеног, 6. априла 2010.
Лиса се још окушала као манекенка и амбициозна глумица. На ЕСПН-у је била гостујућа звезда на неколико телевизијских емисија. Учествовала је у снимањима многих реклама. На почетку каријере она је потписала уговор са модном агенцијом Вилхемајн. Била је такође и глумица у епизоди телевизијске емисије Џерси, и играла је у једној епизоди Симсонови. Имала је улоге у још неколико филмова и серија.
Године 2009, Лесли је дипломирала на универзитету у Фениксу. Од завршетка кошаркашке каријере, Лиса је радила као спортски коментатор и аналитичар за неколико спортских мрежа, као што су НБЦ, АБЦ и Фокс Спортс Нет. Такође је издала аутобиографију под именом Don't Let the Lipstick Fool You. Године 2011. постала је сувласник клуба у којем је играла Лос Анђелеса Спаркс.